# Rémi Oudin
Rémi Oudin (ur. 18 listopada 1996 w Châlons-en-Champagne) – francuski piłkarz występujący na pozycji napastnika we włoskim klubie US Lecce. Wychowanek Metz, w trakcie swojej kariery grał także w Reims i Girondins Bordeaux.